# 신상웅
신상웅(辛相雄, 1938년 11월 10일~)은 대한민국의 소설가이다.
일본 교토(京都) 출생이며, 광복 후 귀국하여 경상북도 의성(義城)에서 성장하였다. 중앙대학교 영문과를 졸업하였으며, 1968년 《세대(世代)》 신인문학상에 중편 《히포크라테스 흉상(胸像)》이 당선되어 문단에 나왔다. 국제펜클럽 한국본부 사무국장을 지냈다. 냉정하고 예리한 문체로 민족의식과 역사의식을 주제로 한 노작을 계속 발표, 현실 상황에 대한 투철한 작가정신에서 1970년대를 대표할 만하다. 저서로 창작집 《분노(忿怒)의 일기(日記)》,《쓰지 않은 이야기》, 장편소설 《심야(深夜)의 정담(鼎談)》 등이 있다.

## 참고 문헌
- 이 문서에는 다음커뮤니케이션(현 카카오)에서 GFDL 또는 CC-SA 라이선스로 배포한 글로벌 세계대백과사전의 내용을 기초로 작성된 글이 포함되어 있습니다.